# Abborrtjärnen (Gustav Adolfs socken, Värmland, 666795-139705)
Abborrtjärnen är en sjö i Hagfors kommun i Värmland och ingår i Göta älvs huvudavrinningsområde.